# Natação no Campeonato Europeu de Esportes Aquáticos de 2016 - 50 m borboleta masculino
A prova dos 50 metros borboleta masculino da natação no Campeonato Europeu de Esportes Aquáticos de 2016 ocorreu nos dias 16 e 17 de maio em Londres, no Reino Unido. 

## Calendário
| Fase          | Data       | Hora  |
| ------------- | ---------- | ----- |
| Eliminatórias | 16 de maio | 11:44 |
| Semifinal     | 16 de maio | 19:03 |
| Final         | 17 de maio | 18:02 |

Todos os horários estão no horário local (UTC+0)

## Recordes
Antes desta competição, os recordes eram os seguintes:
| Recorde mundial       | Rafael Muñoz   | 22.43 | Málaga | 5 de abril de 2009   |
| Recorde europeu       | Rafael Muñoz   | 22.43 | Málaga | 5 de abril de 2009   |
| Recorde do campeonato | Andriy Hovorov | 22.87 | Berlim | 18 de agosto de 2014 |

Os seguintes novos recordes foram estabelecidos durante esta competição. 
| Data       | Prova     | Nadador        | Nacionalidade | Tempo | Recordes              |
| ---------- | --------- | -------------- | ------------- | ----- | --------------------- |
| 15 de maio | Semifinal | Andriy Hovorov | Ucrânia       | 22.73 | Recorde do campeonato |

## Medalhistas
| Ouro                 | Prata             | Bronze               |
| Andriy Hovorov (UKR) | László Cseh (HUN) | Benjamin Proud (GBR) |

## Resultados

### Eliminatórias
Esses foram os resultados das eliminatórias. 
| Pos. | Bateria | Raia | Nadador              | Nacionalidade        | Tempo | Notas |
| ---- | ------- | ---- | -------------------- | -------------------- | ----- | ----- |
| 1    | 6       | 4    | Andriy Hovorov       | Ucrânia              | 23.00 | Q     |
| 2    | 5       | 4    | Benjamin Proud       | Reino Unido          | 23.54 | Q     |
| 3    | 6       | 5    | Piero Codia          | Itália               | 23.67 | Q     |
| 4    | 5       | 2    | Mario Todorović      | Croácia              | 23.86 | Q     |
| 5    | 7       | 4    | László Cseh          | Hungria              | 23.89 | Q     |
| 6    | 6       | 3    | Ivan Lenđer          | Sérvia               | 23.93 | Q     |
| 7    | 7       | 3    | Andriy Khloptsov     | Ucrânia              | 23.95 | Q     |
| 8    | 7       | 5    | Yauhen Tsurkin       | Bielorrússia         | 23.97 | Q     |
| 9    | 7       | 6    | Joeri Verlinden      | Países Baixos        | 24.03 | Q     |
| 10   | 6       | 6    | Matteo Rivolta       | Itália               | 24.06 | Q     |
| 11   | 4       | 0    | Lyubomyr Lemeshko    | Ucrânia              | 24.07 |       |
| 12   | 6       | 7    | Kristian Golomeev    | Grécia               | 24.09 | Q     |
| 13   | 7       | 0    | Jan Šefl             | Chéquia              | 24.16 | Q     |
| 14   | 7       | 7    | Søren Dahl           | Dinamarca            | 24.17 | Q     |
| 14   | 5       | 5    | Frédérick Bousquet   | França               | 24.17 | Q     |
| 16   | 5       | 7    | Oskar Krupecki       | Polónia              | 24.19 | Q     |
| 17   | 7       | 1    | Oleksiy Ivanov       | Ucrânia              | 24.21 |       |
| 18   | 5       | 6    | Meiron Cheruti       | Israel               | 24.29 | Q     |
| 19   | 5       | 9    | Daniel Zaitsev       | Estónia              | 24.32 |       |
| 19   | 6       | 2    | Deividas Margevičius | Lituânia             | 24.32 |       |
| 21   | 4       | 3    | Andreas Vazaios      | Grécia               | 24.39 |       |
| 22   | 5       | 0    | Bence Pulai          | Hungria              | 24.43 |       |
| 23   | 3       | 8    | Robert Žbogar        | Eslovênia            | 24.49 |       |
| 24   | 6       | 1    | Marcus Schlesinger   | Israel               | 24.52 |       |
| 25   | 7       | 9    | Christos Katrantzis  | Grécia               | 24.54 |       |
| 26   | 3       | 1    | Julien Henx          | Luxemburgo           | 24.55 |       |
| 27   | 4       | 9    | Filip Milcevic       | Áustria              | 24.56 |       |
| 28   | 7       | 8    | Kregor Zirk          | Estónia              | 24.61 |       |
| 29   | 5       | 3    | Tomer Zamir          | Israel               | 24.63 |       |
| 30   | 4       | 4    | Alexandru Coci       | Roménia              | 24.67 |       |
| 30   | 4       | 2    | Nico van Duijn       | Suíça                | 24.67 |       |
| 32   | 3       | 0    | Brendan Hyland       | Irlanda              | 24.68 |       |
| 33   | 5       | 1    | Paul Lemaire         | França               | 24.69 |       |
| 34   | 3       | 4    | Mislav Sever         | Croácia              | 24.71 |       |
| 34   | 4       | 6    | Petr Novák           | Chéquia              | 24.71 |       |
| 36   | 4       | 7    | Sascha Subarsky      | Áustria              | 24.73 |       |
| 37   | 4       | 1    | Jesper Björk         | Suécia               | 24.74 |       |
| 38   | 6       | 8    | Thomas Maurer        | Suíça                | 24.78 |       |
| 38   | 6       | 0    | Berk Özkul           | Turquia              | 24.78 |       |
| 40   | 3       | 7    | Antani Ivanov        | Bulgária             | 24.80 |       |
| 41   | 6       | 9    | Alexandre Haldemann  | Suíça                | 24.81 |       |
| 42   | 3       | 5    | Tamás Kenderesi      | Hungria              | 24.82 |       |
| 43   | 2       | 7    | Giacomo Carini       | Itália               | 24.88 |       |
| 44   | 3       | 6    | Stefanos Dimitriadis | Grécia               | 24.95 |       |
| 45   | 2       | 8    | Kaan Ayar            | Turquia              | 24.98 |       |
| 46   | 1       | 3    | Markus Lie           | Noruega              | 25.01 |       |
| 47   | 4       | 5    | Tomáš Púchly         | Eslováquia           | 25.04 |       |
| 48   | 2       | 6    | Alin Coste           | Roménia              | 25.06 |       |
| 49   | 2       | 3    | Nuno Quintanilha     | Portugal             | 25.07 |       |
| 50   | 3       | 9    | Alexander Linge      | Suécia               | 25.16 |       |
| 51   | 4       | 8    | Aleksi Schmid        | Suíça                | 25.27 |       |
| 52   | 3       | 2    | Arkadi Kalinovski    | Estónia              | 25.34 |       |
| 53   | 2       | 4    | Adi Mešetović        | Bósnia e Herzegovina | 25.43 |       |
| 54   | 2       | 1    | Tomáš Havránek       | Chéquia              | 25.45 |       |
| 55   | 2       | 0    | Pāvels Vilcāns       | Letônia              | 25.52 |       |
| 56   | 3       | 3    | Pavel Izbisciuc      | Moldávia             | 25.54 |       |
| 57   | 2       | 5    | Thomas Fannon        | Reino Unido          | 25.55 |       |
| 58   | 2       | 9    | Ljupcho Angelovski   | Macedônia do Norte   | 25.64 |       |
| 59   | 2       | 2    | Ergecan Gezmiş       | Turquia              | 25.77 |       |
| 60   | 1       | 4    | Vahan Mkhitaryan     | Armênia              | 26.51 |       |
| 61   | 1       | 5    | Lum Zhaveli          | Kosovo               | 27.00 |       |
| 62   | 5       | 8    | Ádám Telegdy         | Hungria              | 27.71 |       |
| 63   | 7       | 2    | Tadas Duškinas       | Lituânia             | DNS   |       |

### Semifinal
Esses foram os resultados das semifinais. 
Semifinal 1
| Pos. | Raia | Nadador            | Nacionalidade | Tempo | Notas |
| ---- | ---- | ------------------ | ------------- | ----- | ----- |
| 1    | 4    | Benjamin Proud     | Reino Unido   | 23.42 | Q     |
| 2    | 1    | Frédérick Bousquet | França        | 23.69 | Q     |
| 3    | 8    | Meiron Cheruti     | Israel        | 23.70 | Q     |
| 4    | 6    | Yauhen Tsurkin     | Bielorrússia  | 23.72 | Q     |
| 5    | 5    | Mario Todorović    | Croácia       | 23.73 |       |
| 6    | 3    | Ivan Lenđer        | Sérvia        | 23.91 |       |
| 7    | 2    | Matteo Rivolta     | Itália        | 24.00 |       |
| 8    | 7    | Jan Šefl           | Chéquia       | 24.04 |       |

Semifinal 2
| Pos. | Raia | Nadador           | Nacionalidade | Tempo | Notas |
| ---- | ---- | ----------------- | ------------- | ----- | ----- |
| 1    | 4    | Andriy Hovorov    | Ucrânia       | 22.73 | Q,    |
| 2    | 5    | Piero Codia       | Itália        | 23.55 | Q     |
| 3    | 3    | László Cseh       | Hungria       | 23.57 | Q     |
| 4    | 2    | Joeri Verlinden   | Países Baixos | 23.67 | Q     |
| 5    | 6    | Andriy Khloptsov  | Ucrânia       | 23.92 |       |
| 6    | 1    | Søren Dahl        | Dinamarca     | 24.01 |       |
| 7    | 7    | Kristian Golomeev | Grécia        | 24.02 |       |
| 8    | 8    | Oskar Krupecki    | Polónia       | 24.13 |       |

### Final
Esse foi o resultado da final. 
| Pos.              | Raia | Nadador            | Nacionalidade | Tempo | Notas |
| ----------------- | ---- | ------------------ | ------------- | ----- | ----- |
| Medalha de ouro   | 4    | Andriy Hovorov     | Ucrânia       | 22.92 |       |
| Medalha de prata  | 6    | László Cseh        | Hungria       | 23.31 |       |
| Medalha de bronze | 5    | Benjamin Proud     | Reino Unido   | 23.34 |       |
| 4                 | 3    | Piero Codia        | Itália        | 23.46 |       |
| 5                 | 8    | Yauhen Tsurkin     | Bielorrússia  | 23.67 |       |
| 6                 | 7    | Frédérick Bousquet | França        | 23.71 |       |
| 7                 | 2    | Joeri Verlinden    | Países Baixos | 23.82 |       |
| 8                 | 1    | Meiron Cheruti     | Israel        | 23.93 |       |

Legenda
| Recorde mundial       | Recorde mundial (World record)               |                       | Recorde africano                      | Recorde africano (African) |                                           | Q | Classificado por posição (Qualified) |
| Recorde do campeonato | Recorde do campeonato (Championship record)  | Recorde da América    | Recorde da América (Americas)         | q                          | Classificado por melhor tempo (Qualified) |   |                                      |
| Melhor marca do ano   | Melhor marca do ano (World leading)          | Recorde asiático      | Recorde asiático (Asian)              | DNS                        | Não largou (Did not start)                |   |                                      |
| Recorde nacional      | Recorde nacional (National record)           | Recorde europeu       | Recorde europeu (European)            | DNF                        | Não terminou (Did not finish)             |   |                                      |
| Recorde pessoal       | Recorde pessoal do atleta (Personal best)    | Recorde da Oceania    | Recorde da Oceania (Oceania)          | DSQ / DQ                   | Desclassificado (Disqualified)            |   |                                      |
| Recorde da temporada  | Recorde da temporada do atleta (Season best) | Recorde sul-americano | Recorde sul-americano (South America) | NM                         | Sem marca (No mark)                       |   |                                      |